# 谢略
谢略（法語：Chélieu，法語發音：[ʃeljø]）是法国伊泽尔省的一个市镇，属于拉图尔迪潘区。

## 地理
谢略（45°30'44"N, 5°28'33"E）面积10.13 平方千米，位于法国奥弗涅-罗讷-阿尔卑斯大区伊泽尔省，该省份为法国东南部内陆省份，北起顺时针与安省、萨瓦省、上阿尔卑斯省、德龙省、阿尔代什省、卢瓦尔省和罗讷省。
与谢略接壤的市镇（或旧市镇、城区）包括：瓦朗科涅、沙西尼约、杜瓦桑、蒙塔尼约、勒帕萨日、瓦勒德维里约。

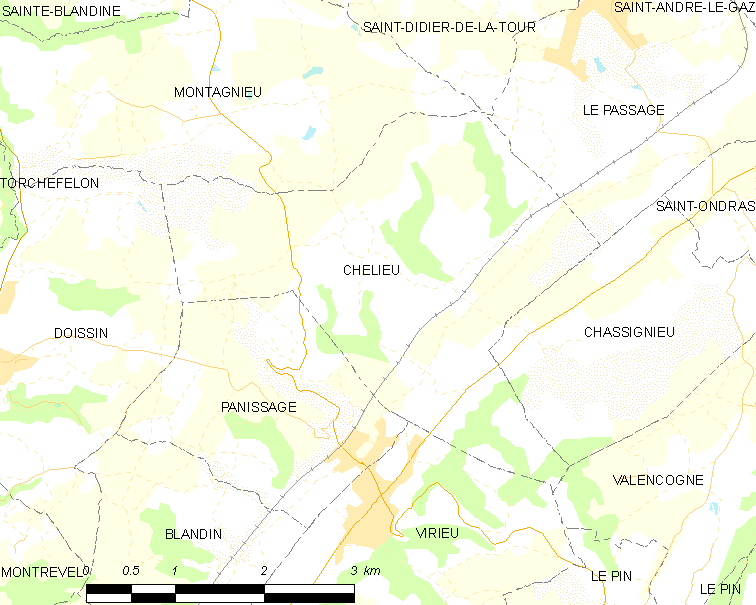
谢略的OSM定位图

谢略的时区为UTC+01:00、UTC+02:00（夏令时）。

## 行政
谢略的邮政编码为38730，INSEE市镇编码为38098。

## 政治
谢略所属的省级选区为大朗斯县。

## 人口

1962-2008年间谢略人口变化图示

谢略于2022年1月1日时的人口数量为739人。